# Ich bin die Andere
Ich bin die Andere  is een Duitse dramafilm uit 2006, geregisseerd door Margarethe von Trotta.

## Verhaal
De jonge ingenieur Robert Fabry (August Diehl) leert in een hotel een verleidelijke prostituee Alice kennen en hij brengt de nacht met haar door, maar de volgende morgen is ze verdwenen. Als hij een paar dagen later de advocate Carolin Winter (Katja Riemann) ontmoet, blijken zij en de prostituee één en dezelfde persoon te zijn.

## Kritiek
Het Duitse tijdschrift Film-Dienst schreef in een recensie dat de film net zo weinig realistisch als psychologisch accuraat is.